# Henri Louis Habert de Montmor
Henri Louis Habert de Montmort (París, 1600-ibíd. 21 de enero de 1679) fue un erudito y hombre de letras francés.

## Biografía
Henri-Louis era hijo de Jean Habert (muerto en 1639) y de Anne Hue de Mirosmesnil. Era también sobrino de Pierre Habert de Montmort, obispo de Cahors, y primo de Philippe Habert y de Germain Habert. Fue bautizado en 1609 en Mesnil-Saint-Denis. Se convirtió en consejero del rey a la edad de veinticinco años; posteriormente, en 1632, en maître de requêtes, puesto que obtuvo gracias a la fortuna de su padre, trésorier de l'extraordinaire des guerres y trésorier de l'épargne.
Se casó con Henriette-Marie de Buade, hermana de Louis de Buade de Frontenac, futuro gobernador de Nueva Francia. Frecuentó a Marie de Gournay y escribió epigramas en latín. En 1634 fue elegido miembro de la Academia Francesa, pronunciando el quinto discurso. Pronto se convertiría en un miembro disidente de la Academia.
Entusiasta de Descartes, escribió un poema sobre la física cartesiana titulado De rerum naturae. Además coleccionaba instrumentos científicos. Era amigo de Mersenne, quien le dedicó su Harmonie Universelle, y gran amigo de Pierre Gassendi, que le dedicó su Vie de Tycho Brahé y le dejó como legado el telescopio astronómico que había recibido él mismo de Galileo. Tres años después de la muerte de Gassendi, Montmort publicó sus obras completas, en seis volúmenes, para las que escribió un prefacio en latín.
Además de Gassendi, reunió en su casa de la calle del Temple, un círculo de sabios y de filósofos, entre otros Pierre Daniel Huet, Jean Chapelain, Adrien Auzout, Girard Desargues, Samuel Sorbière, Claude Clerselier, Jacques Rohault, Gui Patin, Frénicle de Bessy, Melchisédech Thévenot, Roberval y Huygens. Todos eran apasionados de los experimentos científicos y formaron lo que se llamaría más tarde la « Académie Montmort», una de las sociedades científicas que darían lugar en 1666 a la Academia de las Ciencias.

## Descendencia
Henri-Louis de Montmort y su esposa Henriette-Marie de Buade de Frontenac tuvieron numerosos hijos, entre otros:
- Henri-Louis, consejero en el Parlamento en 1658 y maître des requêtes en 1667.
- Anne-Louise desposada en 1665 con Nicolas Jehannot de Bartillat, gobernador de la ciudad y ciudadela de Rocroy.
- Claude-Madeleine desposada con Bernard de Rieu, maître d'hôtel del rey.
- Louis Habert de Montmort, obispo de Perpiñán.
- Jean-Louis, nombrado en 1688, intendente general de Galeras en Marseille, y posteriormente, en 1690, consejero honorario del Parlamento de Provence.